# زاهدشیر
زاهدشیر، روستایی از توابع بخش مرکزی شهرستان خرم‌آباد در استان لرستان ایران است.این روستا قدیمی ترین روستای لرستان است.تنگ زاهدشیر یکی از مهم ترین مناطق استراژیک ایران است

## جمعیت
این روستا در دهستان ده پیر قرار دارد و براساس سرشماری مرکز آمار ایران در سال ۱۳۸۵، جمعیت آن ۳۳۹ نفر (۷۹خانوار) بوده‌است.